# Патерно-Калабро
Патерно-Калабро (итал. Paterno Calabro) — коммуна в Италии, располагается в регионе Калабрия, подчиняется административному центру Козенца.
Население составляет 1383 человека, плотность населения составляет 60 чел./км². Занимает площадь 23 км². Почтовый индекс — 87040. Телефонный код — 0984.
Покровителем населённого пункта считается святой Франциск из Паолы.
Соседние коммуны: Бельсито, Козенца, Дипиньяно, Доманико, Малито, Марци, Пьяне-Крати, Санто-Стефано-Ди-Рольяно.